# Gustavs Šķilters
Gustavs Šķilters (15 novembre 1874 – 24 septembre 1954) était un artiste letton, travaillant principalement comme sculpteur.

## Biographie
Gustavs Šķilters est né dans l'actuelle paroisse de Rencēni. Il est le fils d'un forgeron et a suivi une formation d'artiste à Saint-Pétersbourg. Il obtient son diplôme en 1899 et, grâce à une bourse, passe les six années suivantes à l'étranger. Il a voyagé en Allemagne et a passé beaucoup de temps à Paris, où il a été influencé par l'épanouissement de l'Art nouveau et a étudié la sculpture auprès de Paul Richer et Gustave Germain. Il fréquente également l'atelier d'Auguste Rodin, souvent en compagnie de ses compatriotes Teodors Zaļkalns et Burkards Dzenis. Après son retour à Saint-Pétersbourg en 1905, il commence à enseigner la sculpture à l'actuelle Académie d'art et d'industrie de Saint-Pétersbourg, poste qu'il occupa pendant les treize années suivantes, à l'exception d'une courte période où il travailla pour le joaillier Pierre-Karl Fabergé. Après la guerre d'indépendance de la Lettonie, Šķilters s'installe à Riga et occupe le poste nouvellement créé de professeur à l'Académie des Beaux-Arts de Lettonie en 1923.
Gustavs Šķilters a principalement travaillé comme sculpteur. Plusieurs de ses œuvres n'existent que sous forme de modèles en plâtre, conséquence de l'absence de fonderies professionnelles en Lettonie à l'époque où il était actif. Son art montre des influences issues de l'Art Nouveau et du Symbolisme. Il était également actif en tant que critique d'art.
Šķilters est décédé à Riga en 1954, à l'âge de 79 ans, et a été enterré au cimetière forestier de Riga.